# Gil Reicher
Pour les articles homonymes, voir Reicher.
 (octobre 2017).
Si vous disposez d'ouvrages ou d'articles de référence ou si vous connaissez des sites web de qualité traitant du thème abordé ici, merci de compléter l'article en donnant les références utiles à sa vérifiabilité et en les liant à la section « Notes et références ».
Gil Reicher, auteur de langue française, est le pseudonyme de Gilberte Routurier, épouse Guillaumie, née le 29 août 1886 à Bordeaux, où elle est morte le 24 mai 1969,.
Elle a écrit de nombreux livres sur le Pays basque mais aussi des romans sentimentaux.

## Œuvres
- Théophile Gautier et l'Espagne, Ligugé (Vienne), impr. de A. Aubin et fils, 1936.

- Prix Montyon 1936 de l’Académie française
- La vie d'un village basque: Guéthary, 1936
- Saint-Jean-Pied-de-Port en Navarre..., 1939
- Les Basques. Leur mystique, leur passé, leur littérature - Adrien Maisonneuve, 1939.

- Prix Jules-Davaine 1940 de l’Académie française
- En Pays basque : Saint-Jean-le-Vieux et le pays de Cize..., 1943
- Saint Éloi vaillant et généreux, compositions, culs-de-lampe et écriture décorative par Robert Cami, Éditions Delmas, Bordeaux, 1943
- " Dolly-Rouge;" ou L'inquiète Espagne, 1945
- Les légendes basques dans la tradition humaine, 1946
- Récits et légendes basques, illustrations d'Etiennette Libet-Raffin, Éditions Bière, 1947
- Au pays des merveilles , 1947 (préface de Francis Jammes)
- Mélanie Delas, Collection La Frégate, no 117, Maison de la Bonne Presse,  1956